# 황우석
황우석(黃禹錫, 1953년 1월 29일~)은 대한민국의 수의사, 과학자이다. 서울대학교 수의과대학 교수를 역임하고, 현재 에이치 바이온 대표이사이며 (재)수암생명공학연구소의 책임연구원이다.
동물 복제의 1인자로 여겨졌으며, 2000년대 초반에는 줄기세포 연구를 계기로 대한민국에서 언론에 의해 국가적 영웅, 노벨상 후보로 거론되었으나, 2006년에 국제적인 배아줄기세포 연구에 심각한 영향을 미친 줄기세포 논문 비리 사건으로 인하여 대한민국의 학계에서 퇴출되었고, 법원에서도 생명윤리법 위반 혐의로 징역 2년, 집행유예 1년 6개월을 선고받았다. 그 뒤 윤리적인 비판을 받으면서도 세계의 부유층이 키우는 반려 동물을 복제하여 동물 복제의 1인자로서 재기에 성공했다. 2020년대 전반에 아랍에미리트에서 활동하고 있는 것으로 확인되었으며, 2023년에는 그를 소재로 한 다큐멘터리 영화 《킹 오브 클론 : 황우석 박사의 몰락》이 넷플릭스를 통해 공개되었다.

## 생애
본관은 창원이며 충청남도 부여군 은산면 홍산2리 계룡당마을에서 태어나서 대전고등학교를 졸업하고 서울대학교 수의학 학사·석사·박사를 취득했다.
1999년에 체세포 복제 방식을 통하여 세계에서 5번째로 복제젖소를 만드는데 성공하였다. 복제된 젖소의 이름은 '영롱이'로 명명되었으며 영롱이 복제에 대한 자료는 1999년 8월 15일 미국 캘리포니아에서 열린 'Transgenic Animals in Research Conference'(형질전환 동물에 대한 연구학술대회)에서 포스터 발표를 하였다. 포스터 발표자료의 내용은 세계최대 학술 출판사인 'Springer'에서 격월로 발간되는 'Transgenic Research'라는 학술지에 실려있다.(Volume 8 issue 6 p463-498)
2004년과 2005년에는 각각 사람의 체세포를 복제한 배아줄기세포 배양에 성공하였다고 과학잡지 《사이언스》에 발표하여 세계적으로 주목을 받았다. 2005년 4월에는 황우석 교수는 이병천 교수(당시 서울대 수의과 대학 교수) 등과 함께 스너피라는 이름을 붙인 아프간하운드 종의 개를 최초로 복제했다고 과학잡지 "네이처"에 발표하여 다시 한번 세계적인 관심을 모았다. 개의 복제는 다른 포유류에 비해 어렵다고 알려져 있는데, 인간과 유사한 유전병을 가진 개의 복제가 가능해짐에 따라 난치병 연구에 기여할 것으로 기대되었다.
하지만, 2005년 12월 방송보도를 통해 논문조작 의혹이 제기되었다. 이에 대해 서울대에서는 조사위원회를 구성하여 제기된 의혹에 대해 조사에 착수 하였다. 2006년 1월 10일 서울대 조사위는 최종보고서를 통해 2004년과 2005년 《사이언스》에 각각 발표한 인간 체세포 복제 배아 줄기세포 배양이 허위라고 발표한다. 이후, "사이언스" 잡지사는 해당 논문들을 취소하였고 2006년 3월 20일 서울대학교는 그를 교수직에서 파면하였다. 2006년 4월 5일 서울대학교 조사위원회는 황우석 교수팀의 줄기세포가 처녀생식이라고 확정발표한 지난 1월 10일자 최종보고서의 내용을 정정하여 처녀생식이 아니라고 수정발표하였다.
2005년 12월 30일 검찰은 사실상 내사에 착수하여 2006년 5월 사기, 업무상 횡령, 난자 불법매매(생명윤리법 위반) 혐의로 황우석 박사등 6명을 불구속 기소하였다. 2014년 2월 27일 3심 대법원은(형사2부) 황우석에게 대해 특정경제 가중처벌법상 사기혐의에 대하여 무죄를 선고했다. 또한 횡령은 일부만 유죄로 개인적 횡령은 없었으며, 생명윤리법 위반 역시 유죄로 최종 징역 2년, 집행유예 1년 6개월을 선고하였다. 서울대 교수직에서 파면된 것은 정당하다고 판시했다.

## 황우석 사건
황우석 사건은 황우석 교수의 줄기세포 복제 연구와 관련된 스캔들이다. PD수첩이 최초로 이 문제를 집중 취재하면서부터 시작되었고, MBC PD 수첩이 제기한 의혹은 대부분 사실로 드러났다. 황우석 교수는 '인위적 실수'라는 표현으로 2005년 사이언스 논문에서 조작이 있었음은 시인했으나, 맞춤형 줄기세포의 원천기술을 가지고 있다고 주장했다. 서울대학교 조사위원회는 2004년, 2005년의 사이언스 논문은 모두 조작되었으며, 줄기세포를 만들었다는 증거가 없고, 바꿔치기 의혹도 사실이 아니며, 원천기술이라고 할 만한 기술이 없다고 최종 결론을 내렸다. 현재 대한민국 법원에서 재판이 진행 중이다. 2006년 6월 1일 서울대학교는 검찰 수사 결과 연구비 유용 혐의가 드러난 이병천(李丙天)·강성근(姜成根) 수의대 교수 2명을 직위해제하였고 이에 따라 황우석 교수팀은 사실상 해체되었다고 언론을 통해 알려졌지만 현재 전 황우석팀과 추가 인원으로 지금 약 60여명의 인원으로 이뤄져있다,
이 사건은 황우석 교수의 말을 믿고 줄기세포 복제의 원천 기술이 확보되었다고 생각하는 사람들과 황우석 교수를 과학적 부정행위의 주범으로 생각하며 줄기세포 복제 기술을 부정하는 사람들 사이의 커다란 대립을 불러 일으키는 등 2005년 12월부터 대한민국에서 커다란 논란이 되었다.
그러나 2006년 1월에 이르러, 정명희 서울대 조사위원장은 기자회견을 통해 배반포 형성까지의 원천기술은 인정되나, 독자성이 인정되기 어렵다는 입장을 밝혔다.(출처 KBS1 '배반포 독창성 논란' 보도) 그러나 동일 보도에서 공개된 서울대조사위원회 내부문건에서는 '배반포 형성 연구업적과 독창성은 인정되며 차후 지적재산권확보가 가능할 것으로 판단'된다는 내용이 기술되어 있었다. 이에 따라 정 위원장이 공식 발표문과 다르게 평가 절하한 부분에 대해 논란이 일게 되었다.
이에 따라 1월부터 2월에 걸쳐, 황우석 지지자들에 의해 황우석 서명이라는 검색어가 1위에 오르는 등, 연구 기회를 다시 마련해주자는 움직임이 있었으나 공허한 메아리였으며, 관련하여 보도할 예정이었던 추적 60분 '섀튼은 특허를 노렸나' 편은 방영을 하루 앞두고 KBS측에서 자체적으로 방영을 취소하여 사건은 또다시 일단락되었다.
또한 황우석 교수가 연구를 하기 위해 난자를 기증받는 과정에서 윤리적 문제가 제기되기도 했다. 난자를 기증받는 과정에서 난자 제공자의 절반 정도인 66명에게 금전적 보상이 주어졌던 것이다.(출처 데일리서프라이즈) 이에 국가생명윤리심의위는 “난자 제공자의 소개 경로, 금전의 전달방법, 난자 공여자의 기증의사 등을 종합적으로 고려할 때 미즈메디병원에서 제공한 난자는 일정금액을 지급하고 채취한 것으로 대가성이 강하다”고 밝혔다. 국가생명윤리심의위는 또 황 교수팀 연구를 윤리적으로 감독해야 할 한양대병원과 서울대 수의대 기관윤리위원회(IRB)에 대해 “연구자로부터 영향을 받을 수 있는 상황에서 의사결정이 내려지도록 운영됐다”며 감독 기능이 제대로 작동하지 않은 사실도 지적했다.
연구 과정에서 이러한 윤리적 문제가 제기되자 황우석 교수팀의 윤리평가 작업을 펼쳤던 현인수 미국 케이스웨스턴대 교수와 정규원 한양대 교수의 논문이 취소됐다.(출처 한겨레) ‘줄기세포 연구를 위한 난자와 체세포의 취득’이란 제목의 이 공동논문은 황 교수팀의 난자 취득과정이 △기증자에 대한 난자 채취과정과 부작용 설명 △기관생명윤리심사위원회의 연구목적 설명 △담당 의사의 부작용 설명 등 3단계에 걸쳐 이뤄졌다고 밝혔다.
글렌 매기 <미국생명윤리학회지>(AJOB)편집장은 “서울대 조사위원회가 황 교수팀이 <사이언스> 논문에 보고한 것보다 훨씬 많은 난자를 사용했다고 보고하고, 국가생명윤리위원회 보고서에도 난자 기증자들에게 난자 채취과정의 위험성에 대한 정보가 충분히 전달되지 않았다는 내용이 담겨 있다”며 “논문의 두 저자가 황 교수팀 논문의 부정행위에 관여한 것은 아니지만 저널 편집자들은 이들의 논문을 취소하는 것이 정당하다고 판단했다”고 밝혔다.또한 그는 이들 두 교수도 논문 취소에 동의했다고 덧붙였다. 한편 국가생명윤리심의위원회는 조사 결과 황 교수팀이 2002년 11월부터 2005년 12월까지 미즈메디병원, 한나 산부인과, 한양대병원, 삼성제일병원 등 4개 의료기관에서 119명의 여성으로부터 139회에 걸쳐 총 2221개의 난자를 제공받았다고 밝혔다.

## 황우석 사건 이후
줄기세포와 동물복제는 애초에 아무런 관련이 없다. 애초에 줄기세포는 여러 종류가 있으며, 핵치환으로 만들 이유도 없다. 황우석 이전에도 수천 수만개 논문이 쏟아졌으며, 황우석은 줄기세포연구자가 아니다. 줄기세포의 진짜 문제는 어떻게 분화를 유도할지에 대한 내용이지 핵치환이아니다.

## 약력 및 연구성과

### 주요 약력
- 1977년 서울대학교 수의학과 졸업
- 1979년 서울대학교 임상수의학 석사
- 1982년 서울대학교 임상수의학 박사
- 1984년 일본 홋카이도대학 객원연구원
- 1986년 서울대학교 전임강사
- 1987년 서울대학교 조교수
- 1993년 서울대학교 수의학과 부교수
- 1997년 서울대학교 수의학과 교수
- 1997년 서울대학교 부속동물병원 원장 수의학과
- 1999년 서울대학교 수의과대학 부학장
- 2004년 서울대학교 석좌교수
- 2005년 서울대학교 수의과대학 학장 선출
- 2006년 서울대학교에서 파면당함.
- 2006년 7월 수암생명공학연구원 설립.
- 2008년 5월 에이치바이온 대표이사
- 2009년 경기도-황우석, 바이오연구협력 MOU 체결, 2009 장영실 국제과학문화상 대상 수상

### 주요 연구 성과
- 1993년 대한민국 최초 체외수정란 시험관 송아지 생산.
- 1995년 대한민국 최초 할구 핵이식 송아지 생산.
- 1999년 2월 국내 최초 체세포 복제 젖소 영롱이 생산
- 1999년 4월 체세포 복제 한우 진이 생산
- 2002년 대한민국 최초 GFP 형질전환 복제돼지 생산.
- 2003년 대한민국 최초 hDAF 형질전환 복제돼지 생산.
- 2004년 세계 최초 체세포 복제유래 인간 배아줄기세포 확립(2006년 1월 12일 사이언스가 직권 취소함.).
"Evidence of A Pluripotent Human Embryonic Stem Cell Line Derived From a Cloned Blastocyst," Science, 2004
- 2005년 세계 최초 환자 맞춤형 배아줄기세포 확립(2006년 1월 12일 사이언스가 직권 취소함.).
"Patient-specific embryonic stem cells derived from human SCNT blastocysts," Science, 2005
- 2005년 8월 세계 최초 아프간하운드종 복제 개 스너피 생산.

### 수상 경력
- 1995년 대한수의학회 미원수의과학상
- 1997년 과총 우수과학기술논문상
- 1999년 과학기술부 이달의 과학자상
- 2000년 홍조근정훈장
- 2000년 국회과학기술상
- 2000년 국회과학기술연구회 올해의 과학기술상
- 2001년 세종문화상 대통령상 수상
- 2002년 동아일보-한국과학문화재단 주최 제1회 닮고 싶고 되고 싶은 과학기술인
- 2002년 제51회 서울시문화상 생명과학부문
- 2004년 한국을 빛낸 사람들 선정
- 2004년 동헌생화학상
- 2004년 과학기술부-한국과학기술단체총연합회 대한민국 최고과학기술인상
- 2004년 과학기술훈장 창조장 (이후 박탈)
- 2004년 제22회 정진기언론문화상 과학기술연구부문
- 2004년 동아일보 선정 '2004 올해의 인물'
- 2005년 잡지「에스콰이어」선정 '한국을 빛낸 10명의 남성'
- 2005년 제16회 상허대상
- 2005년 미국 유전학정책연구소 국제공로상
- 2005년 미국 유전학정책연구소 글로벌업적상
- 2005년 과학기술부 선정 제1회 최고과학자 (이후 박탈)
- 2005년 한국 이미지 디딤돌상
- 2005년 제19회 인촌상 자연과학부문 (이후 박탈)
- 2009년 제11회 장영실 국제과학문화상 수상

### 대표경력
- 2005년 국가이미지 홍보대사

### 2004년 사이언스 논문의 정보
황우석 교수의 2004년 사이언스 논문의 제목은 'Evidence of a Pluripotent Human Embryoic Stem Cell Line Derived from a Cloned Blastocyst' (복제된 배반포로부터 만든 인간 줄기 세포의 증거)이다. 15명의 공동저자는 다음과 같다. 이 논문은 사이언스의 표지를 장식했으나 조작으로 밝혀짐. 
1. 황우석 (제 1저자 및 공동 교신저자, 서울대 교수) : 연구 총괄책임자 및 공동교신저자
2. 류영준 (제 2저자, 서울대 대학원생) : 연구수행(난자 운반, 줄기세포 보관, 반출입 등 관리 담당), 데이터 정리 및 논문 초고 작성
3. 박종혁 (제 3저자, 미즈메디병원 연구원) : 연구수행(줄기세포 배양, 줄기세포 사진촬영, DNA 지문분석 시료 검사기관에 의뢰 등)
4. 박을순 (제 4저자, 서울대 대학원생) : 연구수행(핵이식 담당)
5. 이유진 (제 5저자, 서울대 연구원) : 연구수행(세포 배양)
6. 구자민 (제 6저자, 서울대 대학원생) : 연구수행(세포 배양)
7. 전현용 (제 7저자, 서울대 대학원생) : 연구(RT-PCR) 수행
8. 이병천 (제 8저자, 서울대 교수) : 연구자문
9. 강성근 (제 9저자, 서울대 교수) : 논문작성
10. 김선종 (제10저자, 미즈메디병원 연구원) : 연구수행(세포배양)
11. 안규리 (제11저자, 서울대 교수) : 연구자문
12. 황정혜 (제12저자, 한양대 교수) : 한양대 IRB 통과 기여
13. 박기영 (제13저자, 순천대 교수) : 기여 없음
14. 호세 시벨리 (제14저자, 미시간대 교수) : 원숭이세포 및 프라이머 제공
15. 문신용 (공동교신저자, 서울대 교수) : 공동교신저자, 연구기술제공 및 논문 작성

### 2005년 사이언스 논문의 정보
황우석 교수의 '환자 맞춤형 줄기세포'에 관한 2005년 사이언스 논문의 제목은 'Patient-specific embryonic stem cells derived from human SCNT blastocysts'(인간 체세포 핵 치환 배반포로부터 만든 환자 맞춤형 줄기 세포)이다. 25인의 공동 저자는 다음과 같다. 이 논문은 사이언스의 표지를 장식했으나 조작으로 밝혀짐. 
1. 황우석 (제 1저자 및 공동 교신저자, 서울대 교수) : 연구 총괄책임자 및 공동 교신저자
2. 노성일 (제 2저자, 미즈메디병원 이사장) : 난자 제공
3. 이병천 (제 3저자, 서울대 교수) : 연구 자문
4. 강성근 (제 4저자, 서울대 교수) : 연구 자문, 논문 데이터 수집, 섀튼 교수와 교신
5. 권대기 (제 5저자, 서울대 박사과정) : 연구수행(난자운반, 줄기세포 보관, 반출입 등 관리 담당), 데이터 정리
6. 김수 (제 6저자, 서울대 박사과정) : 연구수행(핵이식 담당)
7. 김선종 (제 7저자, 미즈메디병원 연구원) : 연구수행(줄기세포 배양, 줄기세포 및 테라토마 사진 촬영, DNA 지문분석 시료 검사기관에 의뢰 등)
8. 박선우 (제 8저자, 서울대 연구원) : 연구수행(세포 배양)
9. 권희선 (제 9저자, 서울대 연구원) : 연구수행(세포 배양)
10. 이창규 (제10저자, 서울대 교수) : 연구 자문
11. 이정복 (제11저자, 미즈메디병원 연구원) : 테라토마실험 수행
12. 김진미 (제12저자, 미즈메디병원 연구원) : 테라토마실험 수행
13. 안규리 (제13저자, 서울대 교수) : 면역적합성(HLA) 검사 수행
14. 백선하 (제14저자, 서울대 교수) : 환자 체세포 제공
15. 장상식 (제15저자, 하나병원 원장) : 난자 제공
16. 구정진 (제16저자, 하나병원 원장) : 난자 제공
17. 윤현수 (제17저자, 한양대 교수) : 테라토마 제조를 위한 세포주 주입 수행
18. 황정혜 (제18저자, 한양대 교수) : 난자 채취, 한양대 IRB 통과에 기여
19. 황윤영 (제19저자, 한양대 교수) : 한양대 IRB 통과에 기여
20. 박예수 (제20저자, 한양대 교수) : 기여 없음
21. 오선경 (제21저자, 서울대 연구원) : 기여 없음
22. 김희선 (제22저자, 서울대 연구원) : 기여 없음
23. 박종혁 (제23저자, 피츠버그대 박사후 연구원) : 기여 없음
24. 문신용 (제24저자, 서울대 의대 교수) : 기여 없음
25. 제럴드 섀튼 (공동 교신저자, 피츠버그대 교수) : 주도적으로 논문 작성, 논문 제출, 논문 심사평에 대한 응답서 작성

## 저서
- 《나의 생명 이야기》 (공저: 김병종·최재천, 효형출판, 2004년, ISBN 9788958720041)

## 같이 보기
- 황우석 사건
- 박기영
- 체세포 핵 이식
- 제보자 (영화)
- 김웅용
- 송유근